# مارک فورستر (خواننده)
مارک فورستر (انگلیسی: Mark Forster؛ زادهٔ ۱۱ ژانویهٔ ۱۹۸۴) یک خواننده اهل آلمان است. وی از سال ۲۰۰۷ میلادی تاکنون مشغول فعالیت بوده است.